# Indigofera pseudoreticulata
Indigofera pseudoreticulata är en ärtväxtart som beskrevs av Andrew John Charles Grierson och David Geoffrey Long. Indigofera pseudoreticulata ingår i släktet indigosläktet, och familjen ärtväxter. Inga underarter finns listade i Catalogue of Life.